# ریویرا ترکیه

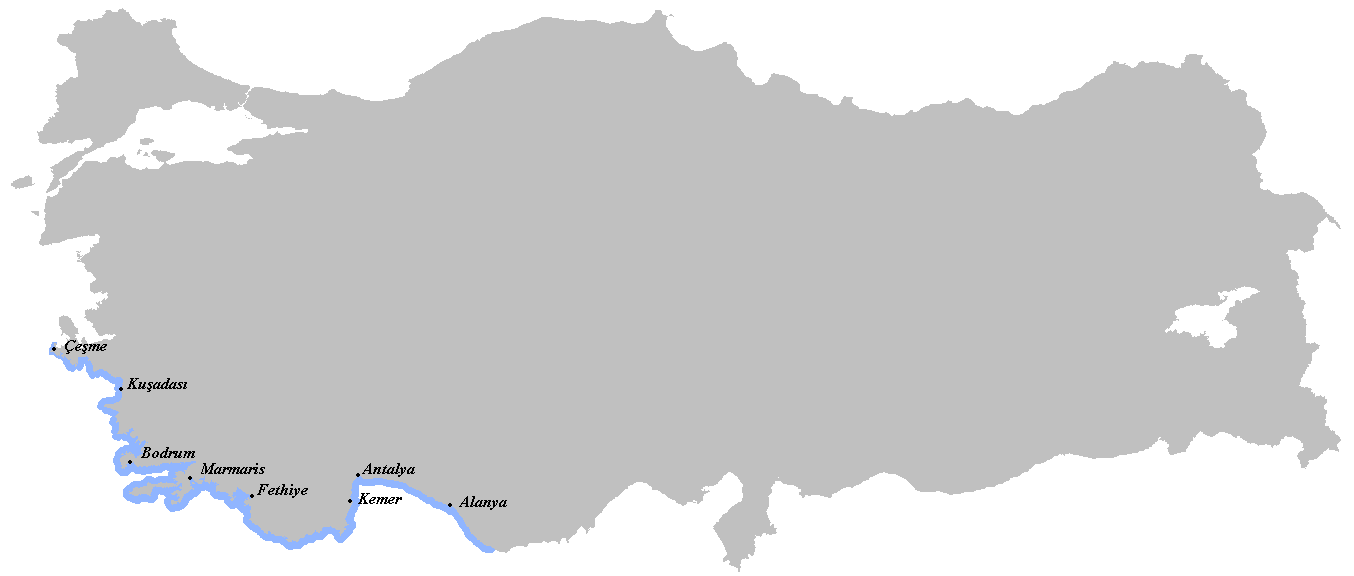
نقشه‌ای که ریویرا ترکیه را به رنگ آبی نشان می‌دهد و از شرق به غرب، سکونتگاه‌های اصلی آلانیا، آنتالیا، کمر، فتحیه، مارماریس، بدروم، کوش آداسی و چشمه را برجسته می‌کند.

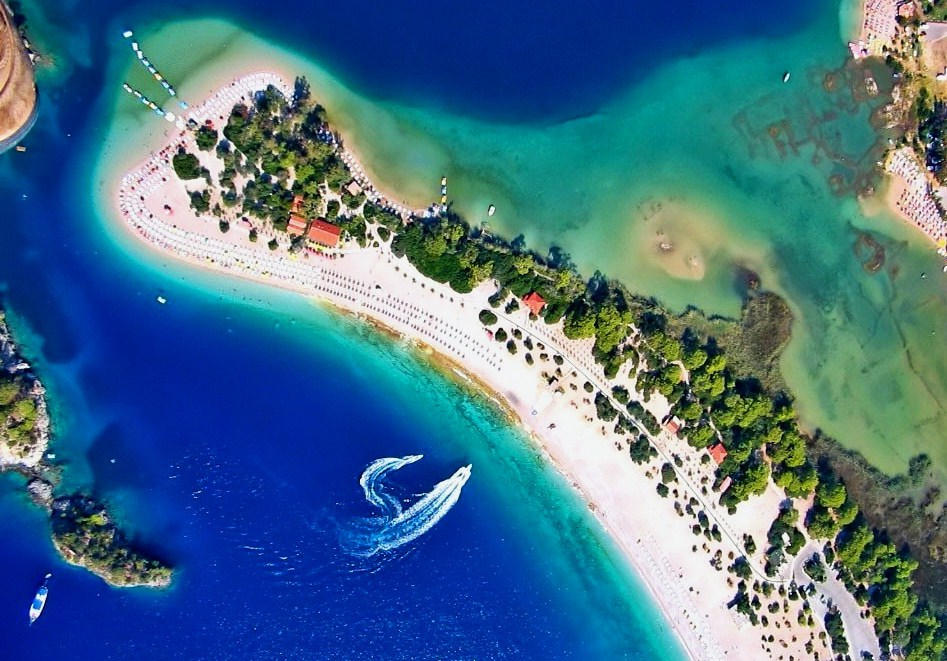
ساحل اولودنیز در فتحیه

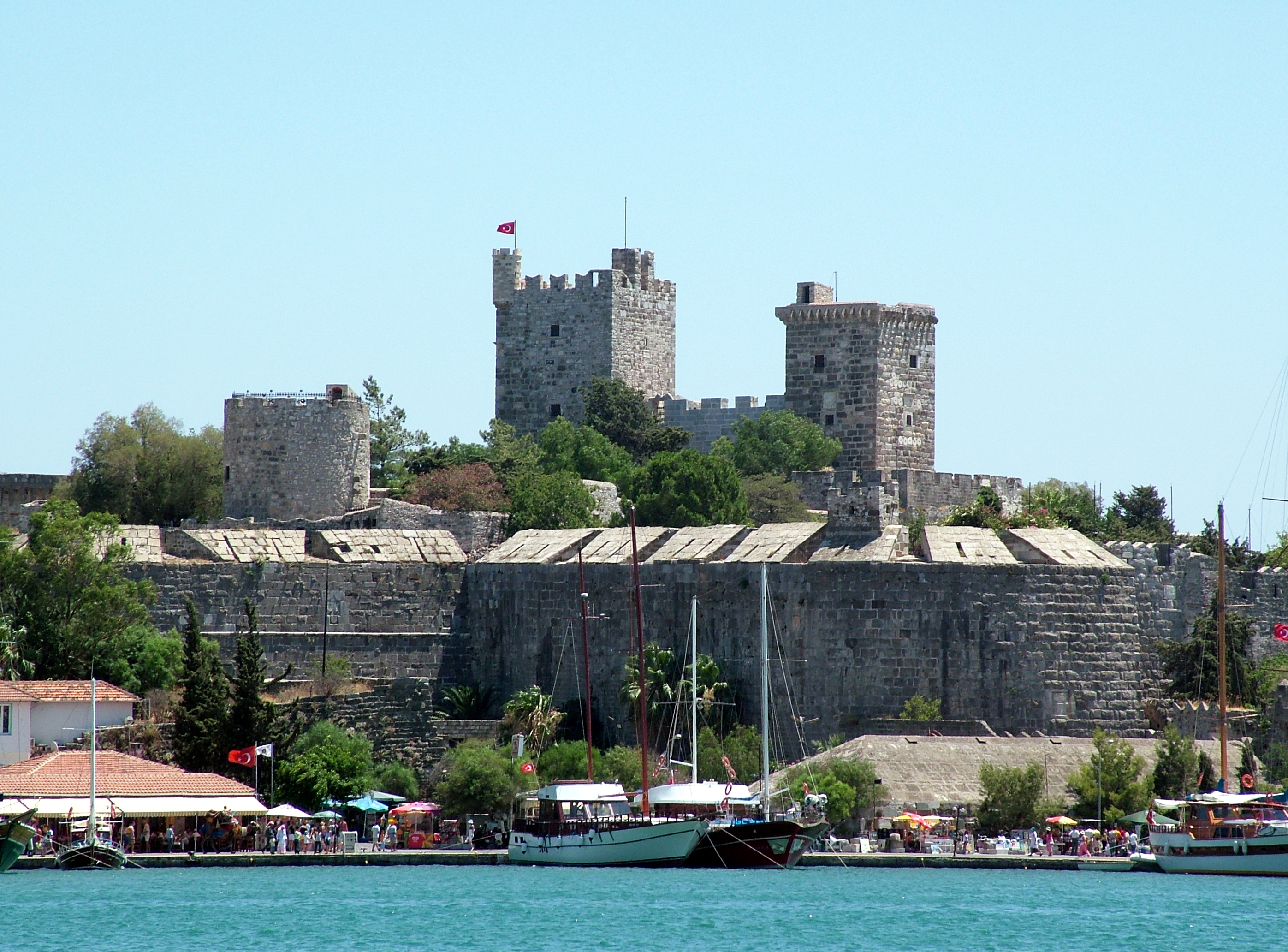
قلعه بدروم، واقع در هالیکارناسوس باستانی، شهر هرودوت و خانه مقبره ماوسولوس، یکی از عجایب هفتگانه جهان باستان.

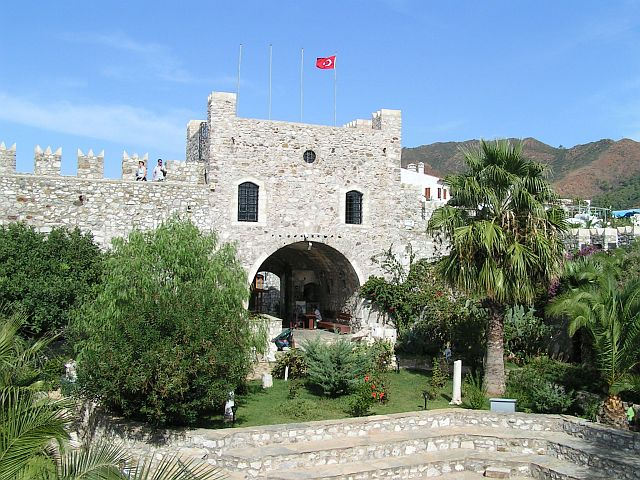
قلعه مارماریس، ساخته شده توسط سلیمان باشکوه در زمان لشکرکشی او علیه شوالیه های رودس

ریویرا ترکیه (ترکی استانبولی: Türk Rivierası)، که به عنوان ساحل فیروزه‌ای نیز شناخته می‌شود، منطقه‌ای در جنوب غربی ترکیه است که استان‌های آنتالیا و موغلا و تا حدی آیدین، جنوب ازمیر و غرب مرسین را در بر می‌گیرد. ترکیبی از آب و هوای مطلوب، دریای گرم، مناظر کوهستانی، سواحل زیبا در امتداد بیش از ۱٬۰۰۰ کیلومتر (۶۲۰ مایل) خط ساحلی در امتداد آب‌های مدیترانه و اژه و نقاط دیدنی طبیعی و باستان‌شناسی فراوان، این خط ساحلی ترکیه را به یک مقصد توریستی ملی و بین‌المللی تبدیل کرده است.
در میان نقاط باستان‌شناسی مورد توجه، دو مورد از عجایب هفتگانه جهان باستان وجود دارد: خرابه‌های مقبره در هالیکارناسوس و معبد آرتمیس در افسس.
ریویرا ترکیه همچنین خانه سفر بین‌المللی آبی (معروف به کروز Carian ) است که به شرکت‌کنندگان اجازه می‌دهد تا سفری یک هفته‌ای با کشتی‌های گلوله محلی به شهرهای باستانی، بندرها، مرقدها، آرامگاه‌ها و سواحل در خلیج‌های کوچک، جنگل‌ها و نهرهایی که در ساحل فیروزه قرار دارند داشته باشند.
خط ساحلی به عنوان یک گنجینه فرهنگی در نظر گرفته می‌شود که زمینه‌ای را در مورد ترکیبی جذاب از افراد واقعی و اساطیری، درگیری‌ها و رویدادها فراهم می‌کند، و به طور مکرر در فرهنگ‌های فولکلور فرهنگ‌های مختلف در طول تاریخ به آن اشاره شده است. به این ترتیب، آن را به عنوان خانه علما، مقدسین، جنگجویان، پادشاهان و قهرمانان و همچنین محل اسطوره‌های معروف متعددی می‌دانند. گفته می‌شود که مارک آنتونی از جمهوری روم، ریویرا ترکیه را به عنوان زیباترین هدیه عروسی برای کلئوپاترای مصری محبوب خود انتخاب کرده است.  سنت نیکلاس، که بعدها اساس افسانه بابا نوئل شد، در پاتارا، شهر کوچکی نزدیک به دمره کنونی به دنیا آمد.  هرودوت که به عنوان «پدر تاریخ» شناخته می شود، در بدروم ( هالیکارناسوس باستان) در سال ۴۸۴ قبل از میلاد به دنیا آمد.  گمان می‌رود کوه‌های آتشفشانی در غرب آنتالیا، در نزدیکی دالیان، الهام‌بخش هیولای افسانه‌ای Chimera - هیولایی آتش‌زا که بلروفون آن را کشت، بوده است. 

## جوامع و سکونتگاه‌ها
بسیاری از شهرها، شهرک ها و روستاهای این منطقه در سطح جهانی شناخته شده هستند، مانند آلانیا، آنتالیا، بلک، بدروم، چشمه، دالیان، دیدیم، فتحیه، کالکان، کش، کمر، کوش آداسی، مارماریس و سیده.
مکان‌های قابل توجه در ریویرا ترکیه عبارتند از:
| - اکباک - اکیاکا - آلاچاتی - آلانیا - آنتالیا - آرموتالان - مارماریس - بلک - بیتز - بودروم - چشمه - دالامان | - دالیان - داتچا - دمره - دیدیم - فتحیه - فنیقه - غازی‌پاشا - کاش، آلانیا - کمر - قوملوجا - کوش‌آداسی - کنیالتی | - کویجی‌قیز - ماناوگات - میلاس - موغله - الیمپوس - اورتاجه - اولودنیز - سلجوق - سیده - تورگوت‌ریس - ترنج - یالی‌کاواک |

## همچنین ببینید
- ریویرا فرانسه
- گردشگری در ترکیه
- ریویرا (ابهام‌زدایی)